# Ричард Хенри Морфилд
Ричард Хенри Морфилд (енгл. Richard Henry Morefield; Лос Анђелес, 9. септембар 1929 — Рали, 11. октобар 2010) је био амерички дипломата који је служио у дипломатској служби Сједињених Држава.